# Велешки народоосвободителен партизански отряд „Пере Тошев“
Велешки народоосвободителен партизански отряд „Пере Тошев“ (на македонска литературна норма: Велешки народноослободителен партизански одред „Пере Тошев“) е комунистическа партизанска единица във Вардарска Македония, участвала във въоръжената комунистическа съпротива във Вардарска Македония по време на Втората световна война.
Създаден е през втората половина на май 1942 година в планината Лисец от 60-70 души и просъществува до втората половина на септември същата година. Командир на отряда е Мице Козароски. Състои се от две чети с район на действие планината Лисец и района на Азот. На 11 юни 1942 година е обграден от части на петдесет и шести пехотен велешки полк от Скопие и полиция от Велес, но успява да се измъкне от обсадата. След това отряда действа в района на долината на река Вардар и се сблъска с българските власти в Крайници, Крива круша, Рудник и Войница. В последното село отряда губи 8 души през декември 1942 г., когато е нападнат отново от 56 полк. Част от борците успяват да избягат, а другата част на отряда се опитва да замине към Куманово. След като не успяват се връщат отново във велешко, където са нападнати отново и отряда е разбит. Останалите борци се включват в тишвекия партизански отряд „Добри Даскалов“. Заедно с новодошли бойци от Прилепско през 1942 година отряда формира Велешко-прилепски партизански отряд.

## Дейци
- Мице Козароски, командир
- Димко Митрев, политически комисар
- Кямуран Тахир, заместник-политически комисар
- Благой Давков
- Павле Игновски